# FK Mogren Budva
Fudbalski klub "Mogren" (FK Mogren Budva; FK Mogren; Mogren Budva; Mogren, ćirilica Фудбалскли клуб Могрен) je bio nogometni klub iz Budve, Crna Gora.

## O klubu
FK "Mogren" je osnovan 1920. godine, te se u početku natjecao u prvenstvima pod organizacijom Splitskog nogometnog podsaveza, a kasnije Cetinjskog podsaveza. 
 
Poslije Drugog svjetskog rata, za vrijeme socijalističke Jugoslavije, "Mogren" je pretežno član Crnogorske republičke lige, te Lige podsaveza Kotor (kasnije Crnogorska liga – Južna skupina). U sezoni 1980./81. osvajaju republičku ligu, te ulaze u 2. saveznu ligu – Istok. 1980-ih godina klub se naziva "Budva". U sezoni 1989./90. su prvaci Međurepubličke lige – Jug. 
 
Početkom 1990.-ih klub vraća naziv "Mogren". U prvenstvima SRJ, odnosno Srbije i Crne Gore, "Mogren" je bio član Prve lige SRJ pet sezona, te još je bio član 2.  lige SRJ / SiCG i 1. crnogorske lige. 
 
Osamostaljenjem Crne Gore, 2006. godine, "Mogren" je postao član Prve crnogorske lige koju je osvojio dva puta (2008./09. i 2010./11.), ali ubrzo dolazi u financijeske probleme, te 2015. ispada u Drugu crnogorsku ligu, ali je zbog financijskih problema izbačen u Treću crnogorsku ligu – Južna regija 
2017. godine klub ne završava sezonu do kraja te se gasi.
 

"Mogren" je nastupao u kvalifikacijama za "Ligu prvaka" i "Europsku ligu" (ranije "Kup UEFA").

## Uspjesi

### Nakon 2006. (Crna Gora)
Prva crnogorska nogometna liga
- prvak: 2008./09., 2010./11.
- trećeplasirani: 2007./08., 2009./10.

Kup Crne Gore
- pobjednik: 2007./08.
- finalist: 2010./11.

### Od 1991./92. do 2005./06. (SRJ / SiCG)
2. liga SRJ / SiCG
- prvak: 1997./98. (Zapad), 2001./02. (Jug)

### Od 1946. do 1991. (FNRJ / SFRJ)
Međurepublička liga – Jug
- prvak: 1989./90.

Crnogorska republička liga
- prvak: 1980./81.
- trećeplasirani: 1975./76.

Crnogorska liga – Jug
- prvak: 1970./71., 1971./72., 1974./75., 1984./85.

Republički kup Crne Gore
- pobjednik: 1980./81.

## Pregled plasmana
| sezona    | rang lige | liga                               | poz.   | klubova u ligi | ut     | pob    | ner    | por    | gol+   | gol-   | bod     | napomene                               | izvori |
| Mogren    | Mogren    | Mogren                             | Mogren | Mogren         | Mogren | Mogren | Mogren | Mogren | Mogren | Mogren | Mogren  | Mogren                                 | Mogren |
| --------- | --------- | ---------------------------------- | ------ | -------------- | ------ | ------ | ------ | ------ | ------ | ------ | ------- | -------------------------------------- | ------ |
| 2006./07. | I.        | 1. crnogorska liga                 | 5.     | 12             | 33     | 10     | 12     | 11     | 27     | 27     | 42      |                                        |        |
| 2007./08. | I.        | 1. crnogorska liga                 | 3.     | 12             | 33     | 19     | 9      | 5      | 46     | 21     | 66      |                                        | [ 4 ]  |
| 2008./09. | I.        | 1. crnogorska liga                 | 1.     | 12             | 33     | 23     | 5      | 5      | 62     | 24     | 74      |                                        |        |
| 2009./10. | I.        | 1. crnogorska liga                 | 3.     | 12             | 33     | 16     | 9      | 8      | 49     | 34     | 57      |                                        | [ 5 ]  |
| 2010./11. | I.        | 1. crnogorska liga                 | 1.     | 12             | 33     | 22     | 7      | 4      | 60     | 24     | 73      |                                        | [ 6 ]  |
| 2011./12. | I.        | 1. crnogorska liga                 | 4.     | 12             | 33     | 15     | 9      | 9      | 54     | 37     | 54      |                                        | [ 7 ]  |
| 2012./13. | I.        | 1. crnogorska liga                 | 10.    | 12             | 33     | 10     | 7      | 16     | 33     | 42     | 36 (-1) | igrali kvalifikacije za ostanak u ligi | [ 8 ]  |
| 2013./14. | I.        | 1. crnogorska liga                 | 10.    | 12             | 33     | 11     | 9      | 13     | 45     | 56     | 39 (-3) | igrali kvalifikacije za ostanak u ligi | [ 9 ]  |
| 2014./15. | I.        | 1. crnogorska liga                 | 11.    | 12             | 33     | 5      | 6      | 22     | 26     | 70     | 21      | igrali kvalifikacije za ostanak u ligi | [ 10 ] |
| 2015./16. | II.       | 2. crnogorska liga                 | (12.)  | 11 (12)        |        |        |        |        |        |        |         | odustali od lige (izbačeni)            | [ 11 ] |
| 2015./16. | III.      | 3. crnogorska liga – Južna skupina | 6.     | 6              | 20     | 3      | 1      | 16     | 22     | 72     | 7       |                                        | [ 12 ] |
| 2016./17. | III.      | 3. crnogorska liga – Južna skupina | 5.     | 5              | 24     | 2      | 3      | 19     | 15     | 63     | 9       | odustali prije kraja prvenstva         | [ 13 ] |
|           |           |                                    |        |                |        |        |        |        |        |        |         |                                        |        |
|           |           |                                    |        |                |        |        |        |        |        |        |         |                                        |        |

## Unutrašnje poveznice
- Budva

## Vanjske poveznice
- fkmogren.com, wayback arhiva
- worldfootball.net, FK Mogren Budva
- int.soccerway.com, FK Mogren
- srbijasport.net, Mogren